# Louise Preyer
Louise Preyer (* 1805 in Rheydt; † 1834 in Eschweiler) war eine deutsche Stilllebenmalerin der Düsseldorfer Schule.

## Leben
Louise Preyer wuchs ab 1813 in Eschweiler auf. Sie war eine von ihrem Bruder Gustav Preyer geförderte Autodidaktin. Wie fast alle Preyers malte sie kleinformatige Stillleben. Sie starb in Eschweiler, wie alle Töchter der Preyers früh, mit nur 29 Jahren.
Zur Erinnerung an die Malerfamilie Preyer wurde 1955 die „Kasernenstraße“ in Eschweiler in „Preyerstraße“ umbenannt.